# Claas
Claas KGaA mbH je njemački proizvođač poljoprivredne mehanizacije sa sjedištem u gradu Harsewinkelu. Tvrtka je osnovana 1913. Paleta proizvoda uključuje žetvene kombajne, silažne kombajne, preše, traktore i tehniku za žetvu krme. Claas je vodeći proizvođač kombajna u svijetu, a 2013. su proizveli svoj 450.000-ti kombajn.

## Povijest
Claas je 1913. godine u gradu Clarholzu osnovao August Claas. Tvrtka je 1919. premještena u grad Harsewinkel, gdje se i danas nalazi. U počecima je kompanija bila orijentirana na proizvodnju kosilica. Dvije godine kasnije dobili su svoj prvi patent za učinkovito vezanje slame. Svou prvu žetelicu su proizveli 1930. Prvi kombajn su proizveli 1936., što je bio prvi kombajn proizveden u Europi.
Prvi samohodni kombajn je proizveden 1946. Sredinom 50-ih je otvorena i nova tvornica u gradu Paderbornu, a prva tvornica izvan Njemačke je otvorena 1961. u Metzu, Francuska. 

### Moderna era 1970-e
- 1971 Razvijen prvi stroj za vađenje šećerne repe.
- 1973 Predstavljen prvi samohodni silažni kombajn.
- 1976 Predstavljen Rollant - prva preša za okrugle bale - ROLLANT.
- 1983 Predstavljen JAGUAR - samohodni silažni kombajn.
- 1988 Predstavljen QUADRANT - prva Claas preša za velike pravokutne bale.
- 1994 Počeo razvoj Agrocom-a - kompjutorski, satelitski navođen poljoprivredni informacijski sustav.
- 1995 CLAAS (u suradnji s Caterpillarom) predstavio LEXION kombajn, najmoćniji kombajn u svijetu (do 40 tona zrna po satu).

### Novi milenij
- 2001 CLAAS Omaha (COL) tvornica otvorena i počela s proizvodnjom LEXION kombajna. Caterpillar prodao Claasu svojih 50% u zajedničkom pothvatu u proizvodnji kombajna Lexion.[3]
- 2003 CLAAS stekao većinski udjel u kompaniji Renault Agriculture i proširio svoje poslovanje s traktorima, te je te godine proizveden 400.000-ti kombajn (LEXION 480).
- 2004 Proizveden 20 000. Jaguar silažni kombajn i 1 000. traktor.
- 2005 CLAAS otvorio novu tvornicu u Krasnodaru, Rusija. Pokrenuta Lexion 600 serija.
- 2006 CLAAS proizveo 80 000. ROLLANT prešu te pokrenuo seriju traktora AXION.
- 2007 CLAAS lansirao TUCANO seriju kombajna, veće JAGUAR kombajne od 630 ks - 830 ks, ARION traktore 112 ks- 175 ks kao i veći XERION 379 ks.
- 2008 CLAAS preuzeo ostatak udjela u kompaniji Renault Agriculture te tako postao 100%-tni vlasnik. Predstavljen je i traktor AXOS, snage do 100 ks.
- 2009 Predstavljen AVERO, kompaktni kombajn, kao i XERION 5000 s više od 500 ks.
- 2010 Proizveden 1 000. XERION traktor. Otvoren novi tehnološki centar u Harsewinkelu.
- 2011 Predstavljen AXION 900. Proizveden 30 000. Jaguar. LEXION 770 postavio Guinnessov rekord s 675,84 tone zrna u 8 sati rada.[4]
- 2013 Proizveden 450.000-ti kombajn (LEXION 740 Terra Trac).[5]
- 2013 Predstavljena AXION 800 serija.

## Proizvodni program

### Claas Lexion (kombajni)
| Serija 600/700 (2013.–danas)                | Širina zahvata u m | Snaga motora u kW(KS) | Spremnik zrna u l      |
| ------------------------------------------- | ------------------ | --------------------- | ---------------------- |
| LEXION 620                                  | 5,40 do 6,60       | 224 (305)             | 8000 / 9000 opcija     |
| LEXION 630 / 630 Montana                    | 5,40 do 6,60       | 239 (325)             | 9000                   |
| LEXION 650                                  | 6,00 do 7,50       | 239 (325)             | 9000 / 10000 opcija    |
| LEXION 660                                  | 6,60 do 7,50       | 269 (366)             | 10000 / 11000 opcija   |
| LEXION 670 / 670 Montana / 670 Terra Trac * | 6,60 do 9,00       | 305 (415)             | 10000(Montana) / 11000 |
| LEXION 740                                  | 7,50 do 9,00       | 269 (366)             | 9000 / 10000 opcija    |
| LEXION 750 / 750 Terra Trac *               | 7,50 do 9,00       | 305 (415)             | 10000                  |
| LEXION 760 / 760 Montana / 760 Terra Trac * | 9,00 do 10,50      | 330 (449)             | 10000(Montana) / 11000 |
| LEXION 770 / 770 Terra Trac *               | 9,00 do 12,00      | 370 (503)             | 11500 / 12500 opcija   |
| LEXION 780/780 Terra Trac *                 | 10,50 do 13,50     | 405 (551)             | 12500                  |

### Claas Axion (traktori)
| Serija       | Snaga motora u kW (KS) | Broj cilindara | Obujam motora u l | Masa u kg |
| ------------ | ---------------------- | -------------- | ----------------- | --------- |
| Serija AXION |                        |                |                   |           |
| 810          | 129 (176)              | 6 Turbo        | 6,788             | 7148      |
| 820          | 142 (193)              | 6 Turbo        | 6,788             | 7396      |
| 830          | 154 (209)              | 6 Turbo        | 6,788             | 7396      |
| 840          | 154 (210)              | 6 Turbo        | 6,788             | 7416      |
| 850          | 169 (230)              | 6 Turbo        | 6,788             | 8098      |
| 920          | 232 (315)              | 6 Turbo        | 8,710             | 12840     |
| 930          | 254 (345)              | 6 Turbo        | 8,710             | 12840     |
| 940          | 276 (375)              | 6 Turbo        | 8,710             | 13060     |
| 950          | 298 (405)              | 6 Turbo        | 8,710             | 13060     |

### Claas Xerion (traktori)
| Serija        | Snaga motora u kW (KS) | Broj cilindara | Obujam motora u l | Masa u kg |
| ------------- | ---------------------- | -------------- | ----------------- | --------- |
| Serija Xerion |                        |                |                   |           |
| 4000          | 308 (419)              | 6 Turbo        | 10,6              | 16170     |
| 4500          | 352 (479)              | 6 Turbo        | 12,8              | 16570     |
| 5000          | 390 (520)              | 6 Turbo        | 12,8              | 16570     |

### Claas Jaguar (silažni kombajni)
| Serija                | Snaga motora u kW (KS) | Obujam motora u l | Visina podizanja u m | Radni zahvat (broj redova/širina u m) | Broj noževa | Godine proizvodnje |
| --------------------- | ---------------------- | ----------------- | -------------------- | ------------------------------------- | ----------- | ------------------ |
| Serija Jaguar 800     |                        |                   |                      |                                       |             |                    |
| JAGUAR 840            | 294 (400)              | 12,82             | 3,0 ili 3,8          | 8 (6 m) ili 6 (4,5 m)                 | do 28       | 2013.-             |
| JAGUAR 850            | 335 (455)              | 12,82             | 3,0 ili 3,8          | 8 (6 m) ili 6 (4,5 m)                 | do 28       | 2013.-             |
| JAGUAR 860            | 375 (510)              | 15,93             | 3,0 ili 3,8          | 10 (7,5 m) ili 8 (6 m) ili 6 (4,5 m)  | do 28       | 2013.-             |
| JAGUAR 870            | 440 (598)              | 16                | 3,0 ili 3,8          | 10 (7,5 m) ili 8 (6 m) ili 6 (4,5 m)  | do 28       | 2013.-             |
| Serija Jaguar 930-980 |                        |                   |                      |                                       |             |                    |
| JAGUAR 930            | 303 (412)              | 12,8              | 3 ili 3,8            | 8 (6 m)                               | 36          | 2008.–             |
| JAGUAR 940            | 333 (453)              | 16                | 3 ili 3,8            | 10 (7,5 m) ili 8 (6 m)                | 36          | 2008.–             |
| JAGUAR 950            | 372 (507)              | 16                | 3,0 ili 3,5          | 10 (7,5 m) ili 8 (6 m)                | 36          | 2007.–             |
| Jaguar 960            | 458 (623)              | 16                | 3,0 ili 3,5          | 10 (7,5 m) ili 8 (6 m)                | 36          | 2007.–             |
| Jaguar 970            | 570 (775)              | 16                | 3,0 ili 3,5          | 12 (9 m), 10 (7,5 m) ili 8 (6 m)      | 36          | 2007.–             |
| Jaguar 980            | 650 (884)              | 24,24             | 3,0 ili 3,5          | 12 (9 m), 10 (7,5 m) ili 8 (6 m)      | 36          | 2007.–             |